# Kantharawichai (huyện)
Kantharawichai (tiếng Thái: กันทรวิชัย) là một huyện (amphoe) ở phía bắc của tỉnh Maha Sarakham, đông bắc Thái Lan.

## Địa lý
Các huyện giáp ranh (từ phía nam theo chiều kim đồng hồ) là Mueang Maha Sarakham, Kosum Phisai và Chiang Yuen của tỉnh Maha Sarakham, Yang Talat và Khong Chai của tỉnh Kalasin.

## Lịch sử
Huyện này có lịch sử từ Mueang Kanthang (กันทาง), một mường thành lập năm 1785 với tên Khanthathirat (คันธาธิราช). Năm 1874, tên được đổi thành Mueang Kantharawichai.
Mueang này đã được chuyển thành huyện vào năm 1900. Năm 1913 it was transferred from Kalasin to Maha Sarakham Province, và năm 1915, văn phòng huyện ở Ban Khok Phra mở cửa. Năm 1917, huyện đã được đổi tên thành Khok Phra, nhưng tên gọi lịch sử đã được phục hồi năm 1939.

## Hành chính
Huyện này được chia thành 10 phó huyện (tambon), các đơn vị này lại được chia ra thành 183 làng (muban). Khok Phra là một thị trấn (thesaban tambon) nằm trên một phần của the tambon Khok Phra. Có 10 Tổ chức hành chính tambon.
| STT | Tên                 | Tên tiếng Thái | Số làng | Dân số |  |
| --- | ------------------- | -------------- | ------- | ------ |  |
| 1.  | Khok Phra           | โคกพระ         | 15      | 9.381  |  |
| 2.  | Khanthararat        | คันธารราษฎร์     | 11      | 4.529  |  |
| 3.  | Makha               | มะค่า           | 15      | 5.391  |  |
| 4.  | Tha Khon Yang       | ท่าขอนยาง       | 15      | 7.775  |  |
| 5.  | Na Si Nuan          | นาสีนวน         | 27      | 10.135 |  |
| 6.  | Kham Riang          | ขามเรียง        | 23      | 12.496 |  |
| 7.  | Khwao Yai           | เขวาใหญ่        | 21      | 7.714  |  |
| 8.  | Si Suk              | ศรีสุข           | 24      | 10.088 |  |
| 9.  | Kut Sai Cho         | กุดใส้จ่อ         | 11      | 4.561  |  |
| 10. | Kham Thao Phatthana | ขามเฒ่าพัฒนา     | 21      | 8.180  |  |